# Красногорське сільське поселення (Котельницький район)
Красного́рське сільське поселення (рос. Красногорское сельское поселение) — адміністративна одиниця у складі Котельницького району Кіровської області Росії. Адміністративний центр поселення — село Красногор'є.

## Історія
Станом на 2002 рік на території сучасного поселення існували такі адміністративні одиниці:
- Красногорський сільський округ (село Красногор'є, присілки Ванеєви, Грем'ячево, Захматовка, Ісакови, Кощеєви, Лебедеви, Міхнінка, Чижі, Шушканово, Щипічевщина)

Поселення було утворене згідно із законом Кіровської області від 7 грудня 2004 року № 284-ЗО у рамках муніципальної реформи шляхом перетворення Красногорського сільського округу.

## Населення
Населення поселення становить 286 осіб (2017; 288 у 2016, 303 у 2015, 323 у 2014, 324 у 2013, 336 у 2012, 364 у 2010, 536 у 2002).

## Склад
До складу поселення входять 11 населених пунктів:
| Населений пункт       | Населення, осіб (2002) | Населення, осіб (2010) |
| --------------------- | ---------------------- | ---------------------- |
| Ванеєви, присілок     | 1                      | 0                      |
| Грем'ячево, присілок  | 2                      | 2                      |
| Захматовка, присілок  | 2                      | 0                      |
| Ісакови, присілок     | 3                      | 2                      |
| Кощеєви, присілок     | 35                     | 9                      |
| Красногор'є, село     | 432                    | 329                    |
| Лебедеви, присілок    | 17                     | 8                      |
| Міхнінка, присілок    | 20                     | 1                      |
| Чижі, присілок        | 0                      | 0                      |
| Шушканово, присілок   | 1                      | 0                      |
| Щипічевщина, присілок | 23                     | 13                     |